# Gisele Nascimento
Gisele Santos do Nascimento, mais conhecida como Gisele Nascimento (Rio de Janeiro, 29 de maio de 1983), é uma cantora e compositora brasileira de música cristã contemporânea e integrante do Trio Nascimento. Gisele e seu esposo o Pastor Rogério Gentil são líderes e fundadores da igreja GETEMI Church em Campo Grande, na Zona Oeste do Rio de Janeiro.

## Carreira
A artista lançou seu primeiro disco em 2002, intitulado Tua Presença. Até 2006, lançou os discos Vencer ou Vencer, Minha Herança e Transforma-me. Durante este período, foi indicada em várias categorias no prêmio Troféu Talento.
Em 8 de julho de 2011, assinou um contrato com a Sony Music, porém não lançou nenhum trabalho com a marca da gravadora.[carece de fontes?]
Em 28 de novembro de 2012, Gisele fechou contrato com a MK Music.[carece de fontes?]
Em 2013, lançou o álbum O Sonho não Acabou, com composições de Davi Fernandes, Anderson Freire, e participação de músicos como Rogério dy Castro e Wilian Nascimento. O projeto recebeu avaliações positivas da mídia especializada.
Em 2014, formando com seu primo Wilian Nascimento e sua irmã Michelle Nascimento o Trio Nascimento.
Em 2015, deu sequência a sua carreira, lançando o álbum Janelas da Alma, em novembro do mesmo ano é lançado seu AudioBless (como salvar meu casamento) projeto da gravadora no formato livro mais um CD MP3.
Gisele Nascimento é filha do cantor, arranjador e produtor Tuca Nascimento, além de ser sobrinha dos também cantores Rose Nascimento, Noêmia Nascimento, Mattos Nascimento e Marcelo Nascimento, e também do primo John Nascimento, filho da Rose, que entrou em carreira solo desde 2013.

## Discografia
Álbuns de Estúdio
- 2002: Tua presença
- 2003: Vencer ou Vencer
- 2005: Minha Herança
- 2006: Transforma-me
- 2008: Deus de Providência
- 2010: Rios de Milagres
- 2013: O Sonho não Acabou
- 2015: Janelas da Alma
- 2017: Lágrimas Ensinam
- 2022: Esperança
- 2023: Cuidado de Deus
- 2025: 20 Anos (Ao Vivo)

Compilações
- 2008: Seleção de Ouro
- 2009: Acústico
- 2011: As Melhores

Outros projetos
- 2015: Deus Salvou Meu Casamento